# Репинецкий, Александр Иванович
Александр Иванович Репинецкий (род. 14 октября 1952) ― советский и российский историк, специалист по истории России второй половины XIX―XX веков, демографической истории России XX века, истории Самарского края. Доктор исторических наук, профессор.

## Биография
Родился 14 октября 1952 года в посёлке Нива-2 Мурманской области в семье Ивана Ивановича и Нины Осиповны Репинецких. Отец служил на пограничной заставе, мать работала фармацевтом. После окончания средней школы в 1972 году поступил на первый курс исторического факультета Куйбышевского государственного педагогического института (ныне ― Самарский государственный социально-педагогический университет), который и окончил с отличием в 1976 году, при этом на старших курсах обучения был удостоен персональной стипендии им. В. И. Ленина. После окончания учебного заведения по распределению был направлен на работу в школу № 1 Кинель-Черкасского района Куйбышевской области, где проработал четыре года.
В 1980 году стал ассистентом кафедры истории СССР в КГПУ и в 1983 году под руководством профессора С. Г. Басина защитил кандидатскую диссертацию «Деятельность профсоюзов Среднего Поволжья по развитию производственной активности рабочего класса в годы совершенствования социалистического общества, 1946—1958 гг.: на материалах Куйбышевской и Ульяновской области». В 1998 году в Институте российской истории Российской академии наук защитил докторскую диссертацию на тему «Работники промышленности Поволжья: демографический состав, образовательный и профессиональный уровень (1946―1965 гг.)» (научный консультант ― Л. С. Рогачевская). В 2000 году стал заведующим кафедрой отечественной истории и археологии СГСПУ.
Ныне является заместителем председателя научного совета Российской академии наук по исторической демографии и исторической географии и членом научного совета РАН «Человек в повседневности: прошлое и настоящее».
Является автором пяти монографий, двух сборников документов и более сотни научных статей. Занимает должность проректора по научно-исследовательской работе СГСПУ. Под его руководством было защищено 3 диссертации на соискание учёной степени доктора и 18 диссертаций на соискание учёной степени кандидата исторических наук.
Женат, супруга Юлия Соломоновна Репинецкая (род. 1963) — кандидат исторических наук. Сын Станислав (род. 1984) ― кандидат исторических наук.